# محمد راشد سرور
محمد راشد سرور (انگلیسی: Mohamed Rashid؛ زادهٔ) یک بازیکن فوتبال است.
از باشگاه‌هایی که در آن بازی کرده‌است می‌توان به تیم ملی فوتبال امارات متحده عربی اشاره کرد.